# Danh sách xã Pháp
Đây là bảng danh sách các xã lớn của Pháp được xếp theo quy mô dân số. Các số liệu theo cuộc điều tra dân số năm 1999 của Viện thống kê và nghiên cứu kinh tế quốc gia Pháp (Institut national de la statistique et des études économiques,INSEE) và sự ước tính dân số vào tháng 1 năm 2005.
Những con số này chỉ tính nội ô thành phố. Bảng xếp hạng theo số liệu của năm 2005.
| Xếp hạng 2005 | Xã                   | Vùng                                             | 8 tháng 3 năm 1999 | 1 tháng 1 năm 2005 |
| ------------- | -------------------- | ------------------------------------------------ | ------------------ | ------------------ |
| 0 1           | Paris                | Île-de-France                                    | 2.125.246          | 2.153.600          |
| 0 2           | Marseille            | Provence-Alpes-Côte d'Azur                       | 798.430            | 820.900            |
| 03            | Lyon                 | Tập tin:Blason rhonalpe.png Auvergne-Rhône-Alpes | 0.445.452          | 0.470.400          |
| 04            | Toulouse             | Occitanie                                        | 0.390.350          | 0.435.000          |
| 05            | Nice                 | Provence-Alpes-Côte d’Azur                       | 0.342.738          | 0.347.900          |
| 06            | Nantes               | Pays de la Loire                                 | 0.270.251          | 0.281.800          |
| 07            | Strasbourg           | Grand Est                                        | 0.264.115          | 0.272.700          |
| 08            | Montpellier          | Occitanie                                        | 0.225.392          | 0.244.300          |
| 09            | Bordeaux             | Nouvelle-Aquitaine                               | 0.215.363          | 0.230.600          |
| 10            | Lille                | Hauts-de-France                                  | 0.184.657          | 0.225.100          |
| 11            | Rennes               | Bretagne                                         | 0.206.229          | 0.209.900          |
| 12            | Reims                | Grand Est                                        | 0.187.206          | 0.184.400          |
| 13            | Le Havre             | Normandie                                        | 0.190.905          | 0.183.900          |
| 14            | Saint-Etienne        | Tập tin:Blason rhonalpe.png Auvergne-Rhône-Alpes | 0.180.210          | 0.175.700          |
| 15            | Toulon               | Provence-Alpes-Côte d’Azur                       | 0.160.639          | 0.166.800          |
| 16            | Grenoble             | Tập tin:Blason rhonalpe.png Auvergne-Rhône-Alpes | 0.153.317          | 0.156.600          |
| 17            | Angers               | Pays de la Loire                                 | 0.151.279          | 0.152.700          |
| 18            | Dijon                | Bourgogne-Franche-Comté                          | 0.149.867          | 0.150.800          |
| 19            | Brest                | Bretagne                                         | 0.149.634          | 0.145.200          |
| 20            | Le Mans              | Pays de la Loire                                 | 0.146.105          | 0.144.500          |
| 21            | Nîmes                | Occitanie                                        | 0.133.424          | 0.143.000          |
| 22            | Clermont-Ferrand     | Auvergne-Rhône-Alpes                             | 0.137.140          | 0.140.700          |
| 23            | Aix-en-Provence      | Provence-Alpes-Côte d’Azur                       | 0.134.222          | 0.139.800          |
| 24            | Tours                | Centre                                           | 0.132.820          | 0.136.600          |
| 25            | Amiens               | Hauts-de-France                                  | 0.135.501          | 0.136.300          |
| 26            | Limoges              | Nouvelle-Aquitaine                               | 0.133.968          | 0.135.100          |
| 27            | Villeurbanne         | Tập tin:Blason rhonalpe.png Auvergne-Rhône-Alpes | 0.124.215          | 0.134.500          |
| 28            | Saint-Denis          | Tập tin:Logo reunion.jpg Réunion                 | 0.131.557          | 0.133.700          |
| 29            | Metz                 | Grand Est                                        | 0.123.776          | 0.124.500          |
| 30            | Besançon             | Bourgogne-Franche-Comté                          | 0.117.733          | 0.115.400          |
| 31            | Perpignan            | Occitanie                                        | 0.105.115          | 0.114.800          |
| 32            | Orléans              | Centre                                           | 0.113.126          | 0.113.500          |
| 33            | Mulhouse             | Grand Est                                        | 0.110.359          | 0.111.700          |
| 34            | Rouen                | Normandie                                        | 0.106.592          | 0.109.600          |
| 35            | Boulogne-Billancourt | Île-de-France                                    | 0.106.367          | 0.109.400          |
| 36            | Caen                 | Normandie                                        | 0.113.987          | 0.109.200          |
| 37            | Nancy                | Grand Est                                        | 0.103.605          | 0.105.400          |
| 38            | Argenteuil           | Île-de-France                                    | 0.093.961          | 0.101.300          |
| 39            | Montreuil            | Île-de-France                                    | 0.090.674          | 0.099.900          |
| 40            | Roubaix              | Hauts-de-France                                  | 0.096.984          | 0.097.600          |
| 41            | Saint-Denis          | Île-de-France                                    | 0.085.832          | 0.095.800          |
| 42            | Fort-de-France       | Martinique                                       | 0.094.049          | 0.094.049?         |
| 43            | Saint-Paul           | Tập tin:Logo reunion.jpg Réunion                 | 0.087.712          | 0.092.500          |
| 44            | Tourcoing            | Hauts-de-France                                  | 0.093.540          | 0.092.000          |
| 45            | Avignon              | Provence-Alpes-Côte d’Azur                       | 0.085.935          | 0.090.800          |
| 46            | Poitiers             | Nouvelle-Aquitaine                               | 0.083.448          | 0.089.000          |
| 47            | Créteil              | Île-de-France                                    | 0.082.154          | 0.088.400          |
| 48            | Nanterre             | Île-de-France                                    | 0.084.281          | 0.086.700          |
| 49            | Versailles           | Île-de-France                                    | 0.085.726          | 0.086.400          |
| 50            | Asnières-sur-Seine   | Île-de-France                                    | 0.075.837          | 0.083.300          |
| 51            | Pau                  | Nouvelle-Aquitaine                               | 0.078.732          | 0.082.500          |
| 52            | Colombes             | Île-de-France                                    | 0.076.457          | 0.082.300          |
| 53            | Vitry-sur-Seine      | Île-de-France                                    | 0.078.908          | 0.082.100          |
| 54            | Aulnay-sous-Bois     | Île-de-France                                    | 0.080.021          | 0.081.200          |
| 55            | La Rochelle          | Nouvelle-Aquitaine                               | 0.076.584          | 0.077.800          |
| 56            | Calais               | Hauts-de-France                                  | 0.077.333          | 0.074.500          |